# Elane
Elane è una band Folk di Sauerland (Germania), formatasi nel 2001 dal chitarrista e arrangiatore Skaldir e dalla cantante Joran Elane. Skaldir lascerà la band per due anni, per poi tornare; nel tempo si aggiungeranno anche al violino Katrin nel 2002, alle tastiere Nico nel 2004 e infine Simon al violino e clarinetto.
La musica di Elane è tendenzialmente onirica e di ispirazione medioevale. Suoni morbidi e delicate atmosfere fantastiche contraddistinguono il primo album di debutto "The Fire of Glenvore" (2004). L'EP "Love can't wait" (2005) sarà il preludio del secondo album "Lore of Nén" (2006), pieno di energia e che darà inizio al viaggio incantato di "The Silver Falls" verso un mondo fantastico. 
Sebbene abbiano composto recentemente alcuni brani in tedesco, tutti i testi degli album sono in inglese.
Dal 2004 Elane si sono esibiti live per gran parte dell'Europa, in numerosi festival come M'era Luna, Wave Gotik Treffen, Trolls and Legends Festival, Ring*Con (convention ufficiale tedesca del Signore degli Anelli) e Burgfolk. Hanno suonato con band del calibro dei Qntal, Corvus Corax, In The Nursery, Faun, John Kelly & Maite Itoiz, Dornenreich, Neun Welten, Unto Ashes e Lyriel.

## Discografia
- 2001 - Der Nachtwald (Demo, Eigenvertrieb)
- 2004 - The Fire of Glenvore (Kalinkaland Records)
- 2005 - The Fire of Glenvore (Edizione brasiliana, Hellion Records Sao Paulo)
- 2005 - Love can't wait (E.P., Kalinkaland Records)
- 2006 - Lore of Nén (Distinct Music, Omniamedia)
- 2008 - The Silver Falls (Curzweyhl, Omniamedia, Rough Trade)
- 2011 - Arcane (Curzweyhl, Rough Trade)

## Videografia
- 2005 - Trace of the Flames
- 2005 - Yanyana - My Sanctuary